# Skinneffekt

Illustration av strömflödet i en cylindrisk ledare. Högre intensitet av rött innebär högre strömintensitet.

Skinndjupet beror på cirkulerande virvelströmmar som uppstår på grund av varierande H-fält.

Skinneffekt, även benämnt strömförträngning, är tendensen hos en växelström (AC) att omfördela sig inom en elektrisk ledare så att strömtätheten är störst nära ledarens yta, och mindre vid större djup. Elektriska strömmen flyter i huvudsak vid ledarens yttre del, mellan den yttre ytan och en nivå som kallas skinndjupet. Skinneffekten får ledarens effektiva resistans att öka vid högre frekvenser då skinndjupet blir mindre, vilket minskar den effektiva tvärsektionen hos ledaren. Skinneffekten beror på motriktade virvelströmmar inducerade av det föränderliga magnetfältet som härrör från växelströmmen. Vid 60 Hz i koppar, är skinndjupet cirka 8,5 mm. Vid höga frekvenser blir skinndjupet betydligt mindre. Ökad AC-resistans på grund av den skinneffekten kan lindras med hjälp av speciellt tvinnad Litztråd. Eftersom det inre av en stor ledare bär så lite av strömmen, kan rörformiga ledare användas för att spara vikt och kostnad.

## Orsak
Ledare, vanligtvis i form av trådar, kan användas för att överföra elektrisk energi eller signaler med hjälp av en växelström som flyter genom denna ledare. Laddningsbärarna som utgör strömmen, vanligtvis elektroner, drivs av ett elektriskt fält på grund av den elektriska energikällan. En växelström i en ledare producerar ett magnetiskt växelfält i och runt ledaren. När intensiteten hos strömmen i en ledare förändras, ändras även det magnetiska fältet. Förändringen i magnetfältet i sin tur skapar ett elektriskt fält, som motverkar ändringen i strömintensitet. Denna motsatta elektriska fält kallas "mot-elektromotorisk kraft" (mot EMK). Mot-EMK är starkast i mitten av ledaren, och tvingar de ledande elektronerna till utsidan av ledaren, vilket visas i diagrammet till höger.
En växelström kan också induceras i en ledare på grund av ett växlande magnetfält enligt lagen om induktion. En elektromagnetisk våg som träffar en ledare kommer därför vanligtvis skapa en sådan ström, vilket förklarar reflektion av elektromagnetiska vågor från metaller.
Oberoende av den drivande kraften har strömtätheten befunnits vara störst vid ledarens yta, med en minskad storlek djupare i ledaren. Nedgången i strömtäthet kallas skinneffekten och skinndjupet är ett mått på det djup där strömtätheten sjunker till 1 / e av dess värde nära ytan. Över 98% av den ström kommer att flyta inuti ett skikt 4 gånger ytdjupet från ytan. Detta beteende skiljer sig från det för likström, som vanligen fördelas jämnt över ledarens tvärsnitt.